# Onze-Lieve-Vrouwekerk (Waarde)

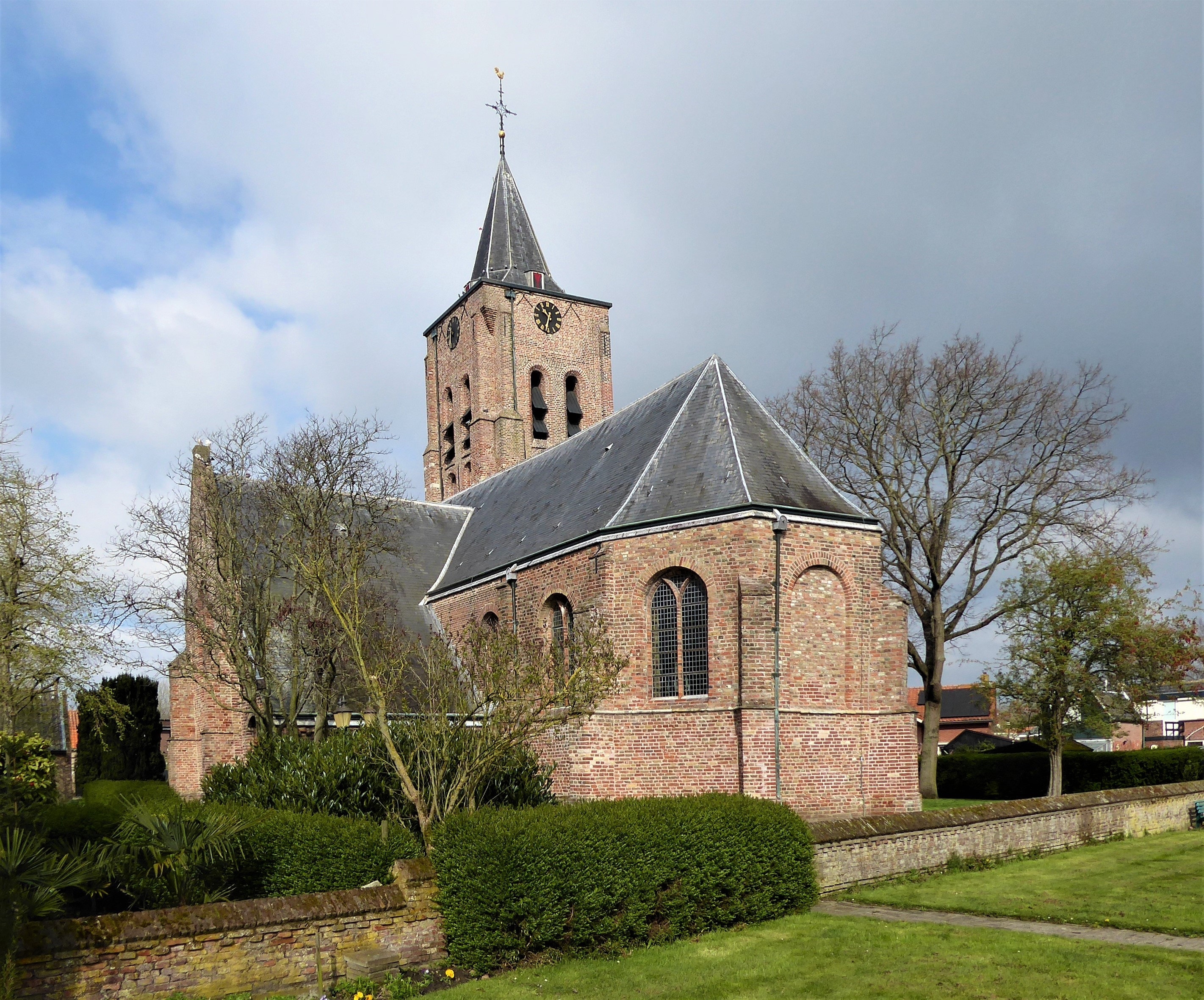
Die Kirche von Waarde

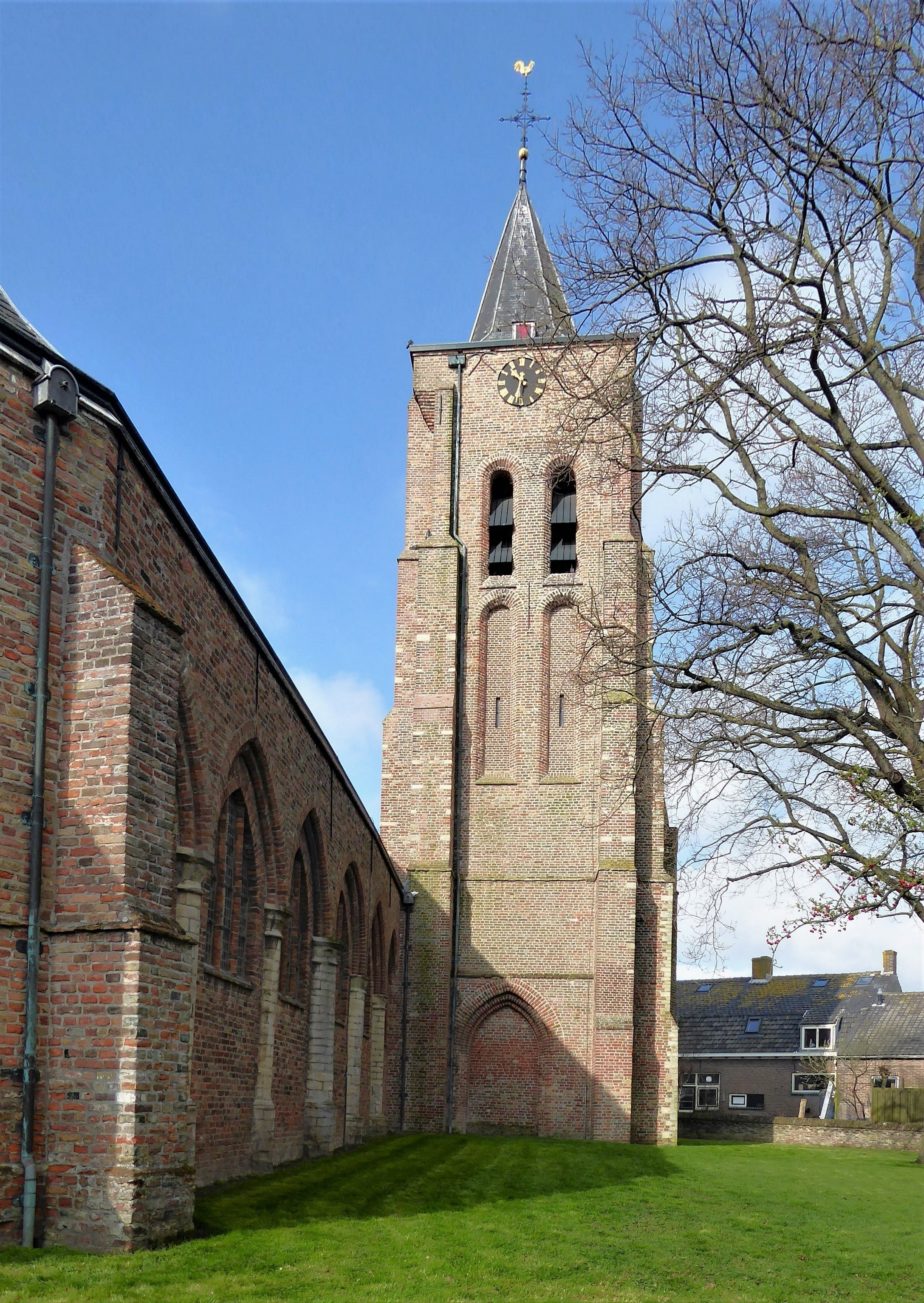
Blick zum Turm und den vermauerten Arkaden des Langhauses

Die Onze-Lieve-Vrouwekerk  (deutsch Liebfrauenkirche; auch Hervormde Kerk, deutsch Reformierte Kirche genannt) ist das Kirchengebäude einer reformierten Kirchengemeinde innerhalb der Protestantischen Kirche in den Niederlanden im Ortsteil Waarde der niederländischen Gemeinde Reimerswaal (Provinz Zeeland). Das Gebäude ist als Rijksmonument eingestuft.

## Geschichte
Die Kirche trug bis zur Einführung der Reformation das Doppel-Patrozinium Unserer Lieben Frau und Jakobus des Älteren.
Dem noch erhaltenen Turm aus dem 14. Jahrhundert wurde im 15. Jahrhundert eine dreischiffige Hallenkirche mit Querhaus angefügt. 1589 beschädigte ein Brand die Kirche schwer. In der Folge wurden das Mittelschiff, das nördliche Seitenschiff und der anschließende Querhausarm niedergelegt und die Arkaden des südlichen Seitenschiffes zum Mittelschiff vermauert. Einzig das dreiseitig geschlossene südliche Seitenschiff mit Querhaus bilden den heutigen Kirchenraum.
Die Kirchengemeinde gehört zur unierten Protestantischen Kirche in den Niederlanden.